# Circuit de Nevers Magny-Cours
Circuit de Nevers Magny-Cours, téměř pokaždé nazýván jednoduše Magny-Cours, je automobilový závodní okruh uprostřed Francie nedaleko vesničky Magny-Cours v Nevers. V letech 1991 až 2007 se zde konala Grand Prix Francie. Dne 31. května 2007 potvrdil Bernie Ecclestone, že v roce 2007 se jede Grand Prix v Magny-Cours naposledy.
Okruh byl postaven v roce 1960 Jeanem Bernigaudem původně jako škola pro začínající závodní jezdce, ze které vzešly takové hvězdy jako François Cevert a Jacques Laffite,

## Trať od roku 1991
- Délka okruhu 4 271 m
- Rekord v kvalifikaci – 1:14.559 Riccardo Patrese/1991
- Rekord v závodě – 1:19.168 Nigel Mansell/1991

| Rok  | Jezdec        | Konstruktér | Výsledky |
| ---- | ------------- | ----------- | -------- |
| 1991 | Nigel Mansell | Williams    | Výsledky |

## Trať od roku 1992
- Délka okruhu 4 250 m
- Rekord v kvalifikaci – 1:13.864 Nigel Mansell/1992
- Rekord v závodě – 1:17.070 Nigel Mansell/1992

| Rok  | Jezdec                | Konstruktér | Výsledky |
| ---- | --------------------- | ----------- | -------- |
| 1992 | Nigel Mansell         | Williams    | Výsledky |
| 1993 | Alain Prost           | Williams    | Výsledky |
| 1994 | Michael Schumacher    | Benetton    | Výsledky |
| 1995 | Michael Schumacher    | Benetton    | Výsledky |
| 1996 | Damon Hill            | Williams    | Výsledky |
| 1997 | Michael Schumacher    | Ferrari     | Výsledky |
| 1998 | Michael Schumacher    | Ferrari     | Výsledky |
| 1999 | Heinz Harald Frentzen | Jordan      | Výsledky |

## Trať od roku 2000
- Délka okruhu 4 251 m
- Rekord v kvalifikaci – 1:11.985 Juan Pablo Montoya/2002
- Rekord v závodě – 1:15.045 David Coulthard/2002

| Rok  | Jezdec             | Konstruktér | Výsledky |
| ---- | ------------------ | ----------- | -------- |
| 2000 | David Coulthard    | McLaren     | Výsledky |
| 2001 | Michael Schumacher | Ferrari     | Výsledky |
| 2002 | Michael Schumacher | Ferrari     | Výsledky |

## Trať od roku 2003
- Délka okruhu 4 411 m
- Rekord v kvalifikaci – 1:13.698 Fernando Alonso/2004
- Rekord v závodě – 1:15.377 Michael Schumacher/2004

| Rok  | Jezdec             | Konstruktér | Výsledky |
| ---- | ------------------ | ----------- | -------- |
| 2003 | Ralf Schumacher    | Williams    | Výsledky |
| 2004 | Michael Schumacher | Ferrari     | Výsledky |
| 2005 | Fernando Alonso    | Renault     | Výsledky |
| 2006 | Michael Schumacher | Ferrari     | Výsledky |
| 2007 | Kimi Räikkönen     | Ferrari     | Výsledky |
| 2008 | Felipe Massa       | Ferrari     | Výsledky |